# ويليام إليس غرين
ويليام إليس غرين (بالإنجليزية: William Ellis Green)‏ هو رسام كارتون أسترالي، ولد في 12 أغسطس 1923 في فيتزوري ‏ في أستراليا، وتوفي في 29 ديسمبر 2008 في Ringwood East ‏ في أستراليا.